# Базилика Сан-Бернардино
Базилика Сан-Бернардино (итал. Basilica di San Bernardino) — базилика в архиепархии Л'Акуилы в городе Л’Акуила (область Абруцци, Италия).
Храм построен, с примыкающим к нему монастырём, между 1454 и 1472 годами в честь Бернардина Сиенского. Мощи этого святого покоятся в базилике в специальном мавзолее. Во время землетрясения 6 апреля 2009 года сильно пострадали апсида и колокольня.

## История
История основания церкви связана с личностью святого, который, несмотря на плохое самочувствие, в 1444 году пришёл в Л'Акуилу, чтобы примирить две враждовавшие партии. К моменту его смерти, которая случилась 20 мая в самой столице Абруццо, местные жители получили благословение Папы Евгения IV на погребение Бернардина из Сиены в Л'Акуиле и на основание небольшого монастыря в память о нём.

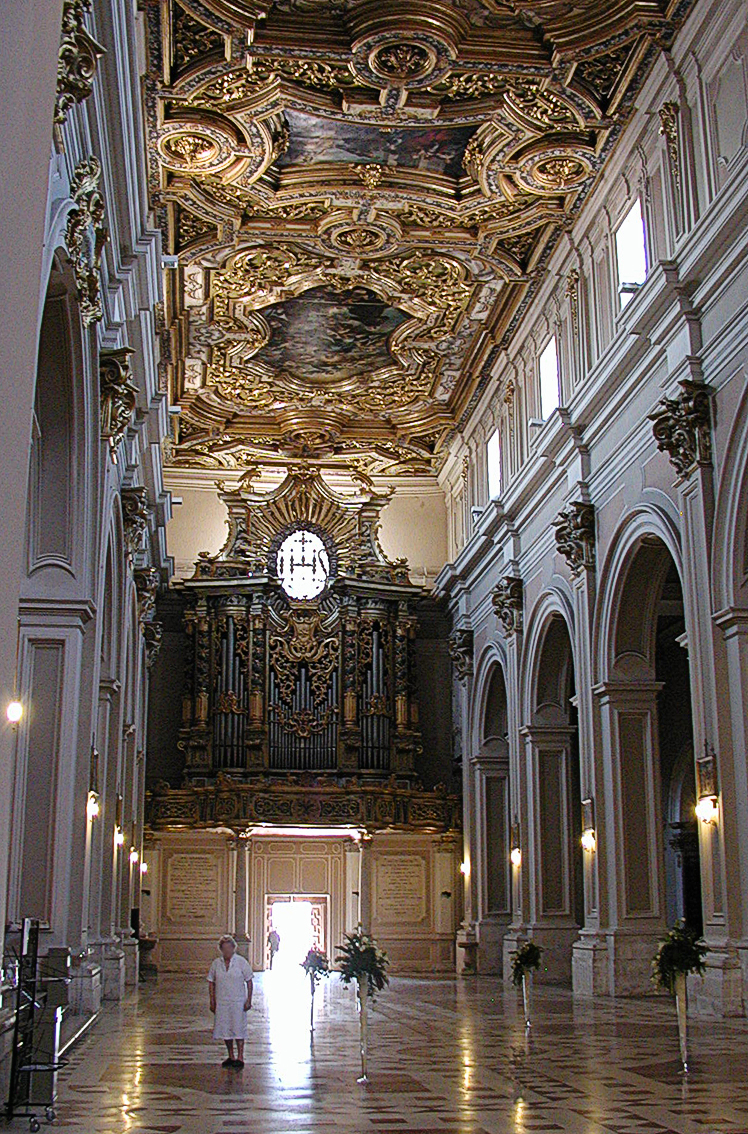
Внутреннее убранство

Строительство, прерывавшееся несколько раз, началось в 1454 году и закончилось в 1472 году, возведением купола, после чего начались работы по благоустройству интерьера базилики.
Тогда же начались работы по устройству фасада под руководством Сильвестра даль Акуила, со смертью которого в 1506 году, работа остановилась, и фасад оставался незаконченным в течение почти двадцати лет. В 1524 году благоустройство фасада было поручено Никола Филотезио, более известному как Кола дель Аматриче, который взял за основу неосуществлённый проект фасада  базилики Сан-Лоренцо во Флоренции, созданный Микеланджело Буонарроти. В 1542 году все работы были завершены.
После землетрясения в 1703 году интерьер храма был полностью перестроен в стиле барокко тремя известными архитекторами того времени: Чиприани, Контини и Бьяриджони. Тогда же были добавлены три окна на фасаде. В 1724 году Фердинандо Моска создал красивый деревянный потолок, который был расписан Джироламо Ченатьемпо, который также является автором фресок в капелле, где находится мавзолей. В 1773 году Донато Рокко ди Чиччо был создан главный алтарь.
Во время другого разрушительного землетрясения в Л'Акуиле 6 апреля 2009 года пострадала апсида базилики и частично древняя колокольня. Повреждения коснулись также барабана купола, продольных стен монастыря и прилегающего к нему комплекса.
После землетрясения, президент группы Monte dei Paschi di Siena, Джузеппе Муссари, в прямом эфире пообещал внести необходимые материальные средства на восстановление базилики. Расчётная стоимость восстановления храма составляет более сорока миллионов евро, при реставрационных работах сроком более десяти лет.

## Описание
Базилика расположена в центре города, на улице Виа Сан-Бернардино, в нескольких шагах от улицы Корсо Витторио Эмануэле. К храму ведёт монументальная лестница, которая следует до Пьяцца Баришанелло. Самый хороший вид на базилику открывается, если идти по улице Виа Фортебраччо. Вторая лестница находится выше уровня улицы, и следует с паперти.

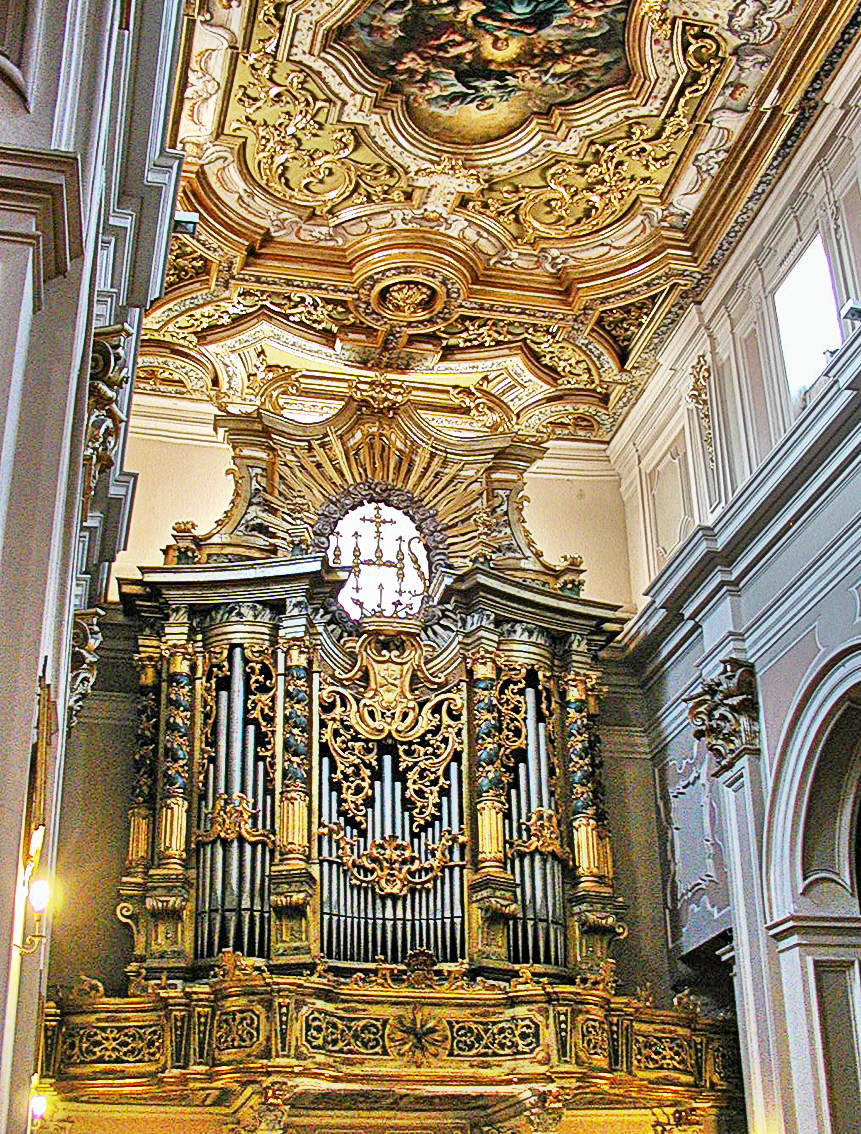
Монументальный орган

### Фасад
Фасад храма в стиле Ренессанса был построен по проекту Кола дель Аматриче между 1524 и 1542 годами. По мнению некоторых исследователей этот проект вдохновлён архитектурой церкви Сан-Лоренцо во Флоренции, построенной Микеланджело. Фасад разделён на три яруса, оформленных тремя разными ордерами: нижний — дорическим, средний — ионическим и верхний — коринфским.
В антаблементе нижнего яруса на фризе чередуются триглифы и метопы. В среднем ярусе располагается трифора (трёхстворчатое окно), добавленная во время реставрационных работ в XVIII веке, по краям от которой находятся два круглых окна. В верхнем ярусе находится большое круглое окно, по сторонам от которого рельефы с изображением солнца. Четыре ряда сдвоенных колонн различных ордеров делят фасад по вертикали, создавая тем самым пространство девяти квадратов в три ряда. Главный портал, заключённый между спиральными колоннами, имеет люнет работы Сильвестра дель Акуила с изображением Богоматери с младенцем и святыми Франциском из Ассизи и Бернардином из Сиены.

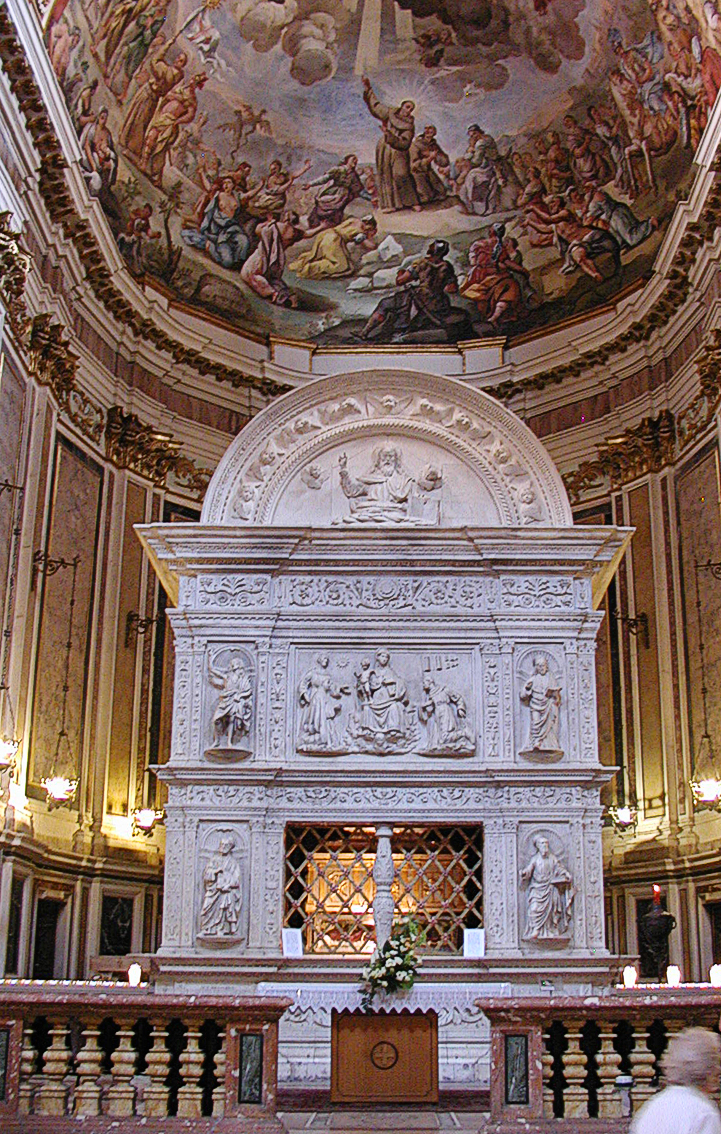
Мавзолей Святого Бернардина из Сиены

### Внутреннее убранство
Интерьер представляет собой латинский крест с тремя нефами в длину около ста метров. Внутреннее убранство в стиле барокко появилось во время реставрации после землетрясения в 1703 году, которое разрушило центральный неф, купол и барабан.
Сегодня над центральным нефом находится резной позолоченный кессонный потолок работы Фердинандо Моска из Пескары в 1723-1727 годах, с которым также связан великолепный монументальный орган. Потолок был расписан Джироламо Ченатьемпо, учеником Луки Джордано. По сторонам нефа находятся многочисленные капеллы с восьмиугольными куполами.
В последней капелле слева находится мавзолей Кампонески, работы Сильвестра делль Акуила, а во второй капелле справа находится алтарь с терракотовой скульптурой «Воскресение Христово» работы Андреа делла Роббиа. В четвёртой капелле справа находится картина «Поклонение волхвов» Помпео Чезура, ученика Рафаэля.
В самой большой капелле, пятой справа, находится мавзолей Святого Бернардина из Сиены. Его возведение было поручено Сильвестру делль Акуила в 1489 году и завершено его племянником Анджело, по прозванию Л'Арискола в 1505 году. Мавзолей считается скульптурным шедевром эпохи Возрождения, он имеет основание четырёхугольника с двумя пилястрами, украшенными нишами со священной скульптурой. Мощи покоятся в урне, которая заменяет оригинальную серебряную урну, украденную войсками Наполеона Бонапарта. Свод капеллы и апсиды украшены фресками Джироламо Ченатьемпо.

## Галерея

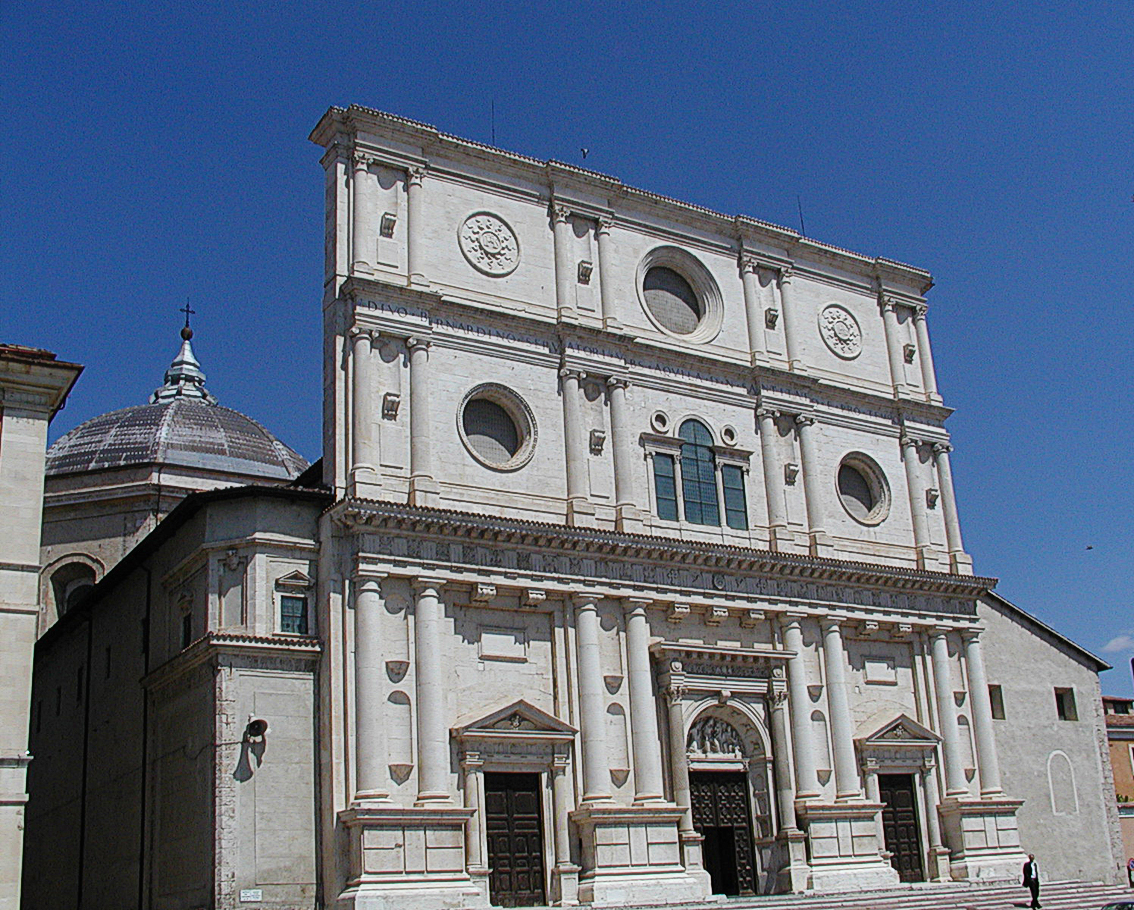
Фасад
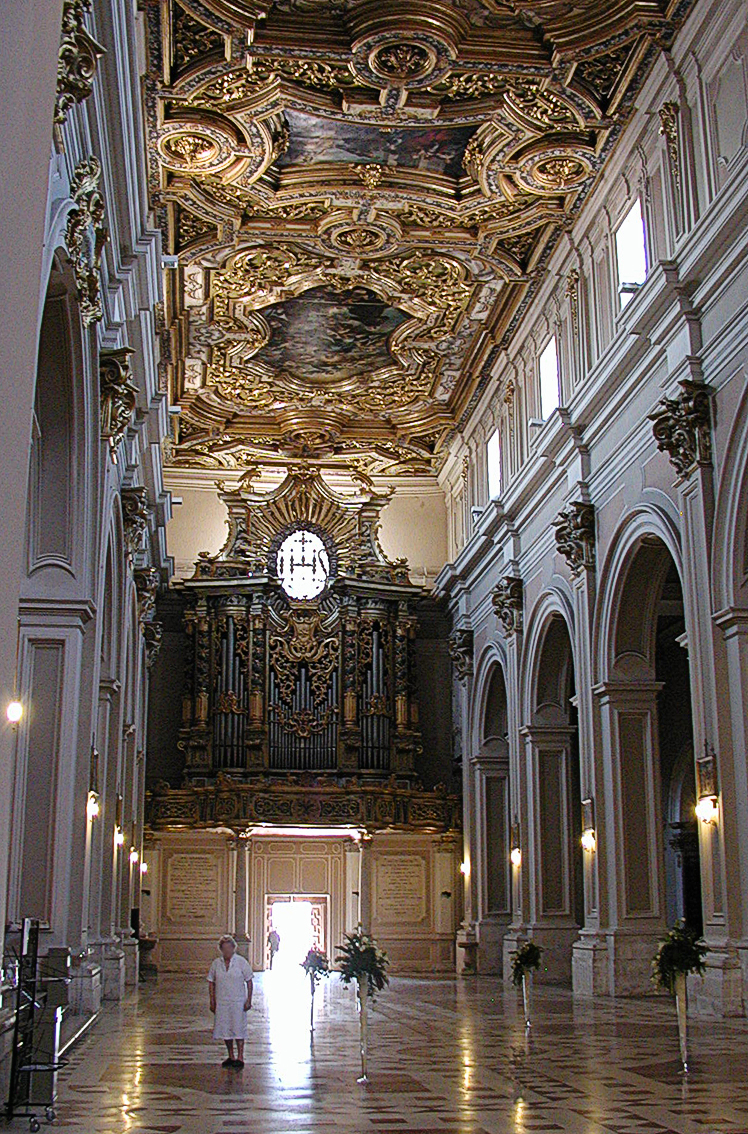
Интерьер
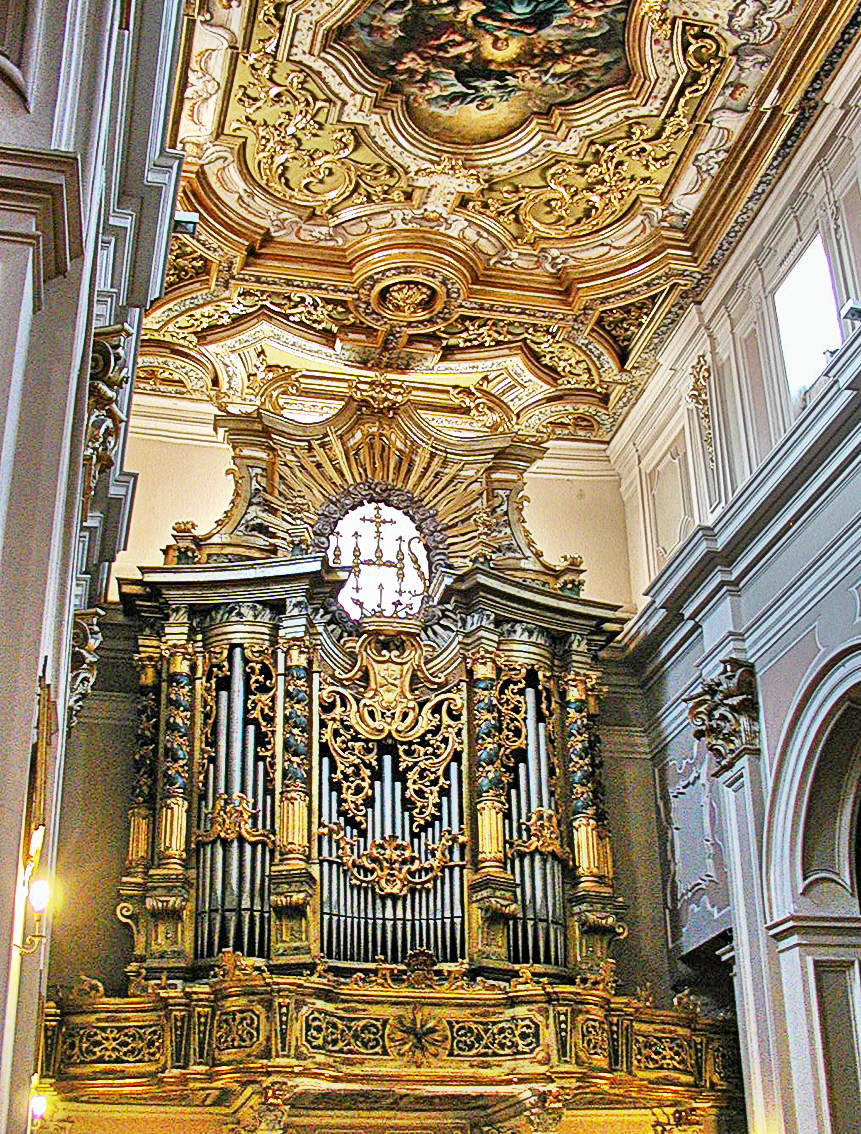
Орган
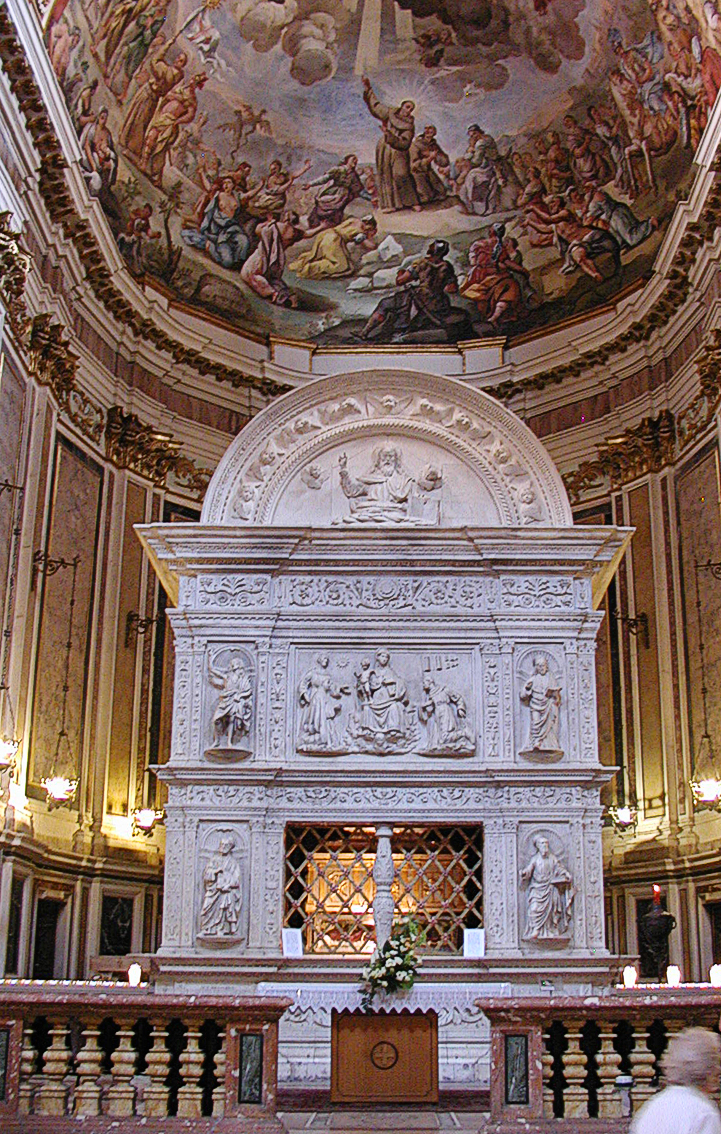
Гробница святого Бернарлина Сиенского
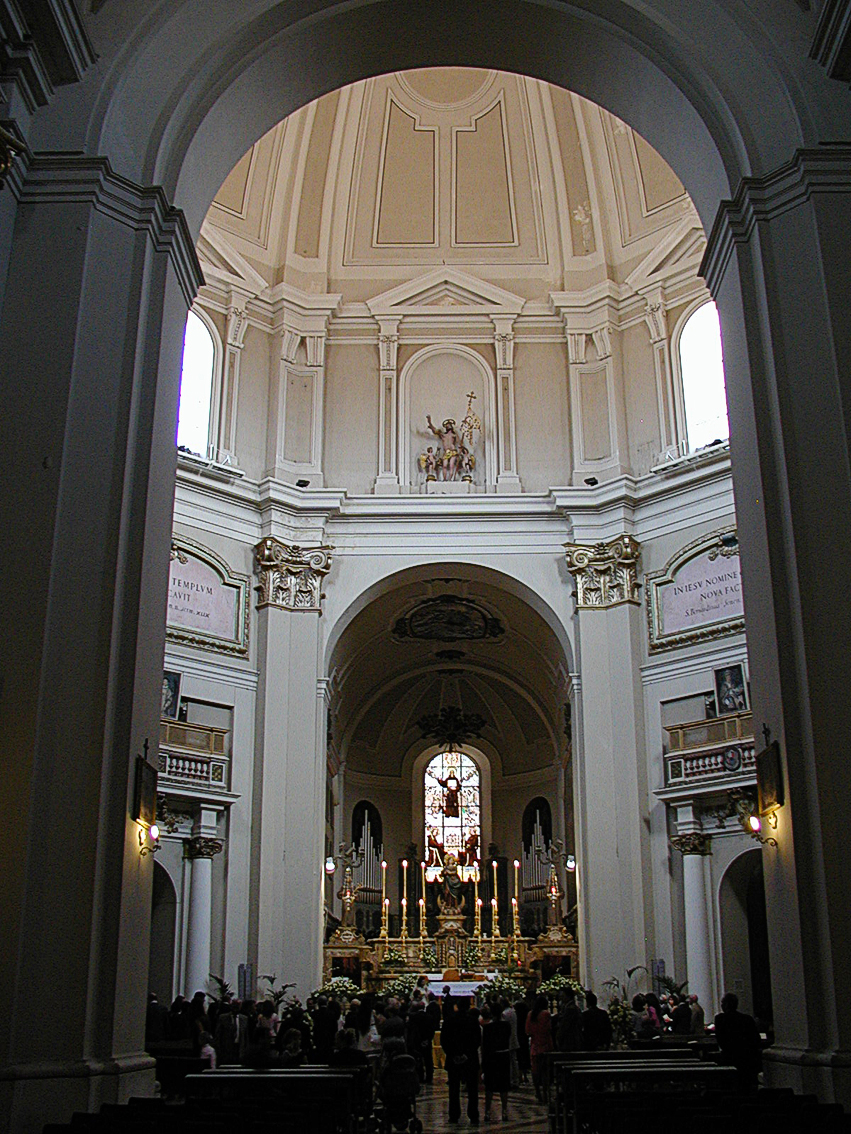
Интерьер